# Jack the Ripper
 For alternative betydninger, se Jack the Ripper (flertydig). (Se også artikler, som begynder med Jack the Ripper)
"Jack the Ripper" er det mest kendte navn for den uidentificerede seriemorder, som mistænkes for at stå bag flere drab i det fattige Whitechapel-distrikt i London i 1888. Navnet kom fra et brev, som medierne publicerede. Det siges at være fra morderen. Brevet er måske skrevet af en journalist i et forsøg på at vække interesse for historien. Andre navne er "The Whitechapel Murderer" ("Whitechapel-morderen") og "Leather Apron" ("Læderforklæde").
Ofrene var typisk kvindelige prostituerede, hvis hals blev skåret over, før deres maveregion blev lemlæstet. Fjernelsen af indvendige organer fra mindst tre af ofrene har givet idé om, at morderen har haft anatomisk eller kirurgisk viden. Rygtet om, at mordene havde forbindelse til hinanden blev forstærket i september og oktober 1888 i medierne. Scotland Yard modtog breve fra den påståede gerningsmand. Brevet "From Hell" ("Fra helvede"), som George Lusk fra Whitechapel Vigilance Committee modtog, fulgte med en halv nyre, højest sandsynlig fra et af ofrene. Mordenes ekstremt brutale karakter og mediernes håndtering af begivenhederne gjorde, at mange troede, at der var tale om en enkelt seriemorder, som gik under navnet "Jack the Ripper".
Stor avisdækning betød verdensomspændende og vedvarende rygter om Ripper. Trods efterforskning af en serie af de brutale drab i Whitechapel frem til 1891 var det ikke muligt at forbinde alle drabene med mordene i 1888, og historien om Jack the Ripper holdt ved. Da mordene aldrig blev opklaret, blev historierne om dem en kombination af ægte historisk research, eventyr og rygter. Begrebet "ripperology" beskriver studiet og analyser af Ripper-mordene. Der er nu over 100 teorier om Rippers identitet, og mordene har været til inspiration for flere fiktive værker.

## Baggrund
I midten af det 19. århundrede oplevede England en enorm indvandring af irske immigranter, som øgede indbyggertallet i Englands store byer, herunder Londons East End. Fra 1882 indvandrede jødiske flygtninge fra Østeuropa og Zar-rusland og bosatte sig i samme område. Whitechapel-sogn i Londons East End blev grundet denne indvandring voldsomt overbefolket. Arbejde- og boligforholdene blev forværret og en betydelig økonomisk underklasse udviklede sig. Røverier, vold og alkoholmisbrug blev efterhånden normalt og den lokale fattigdom drev mange kvinder til prostitution. I oktober 1888 anslog Londons Metropolitan Police Service, at der var omkring 1200 prostituerede og omkring 62 bordeller i Whitechapel. De økonomiske problemer blev snart efterfulgt af en stigning i skel mellem de sociale lag. Mellem 1886 og 1889 førte flere demonstrationer til intervention fra politiets side og fortsatte offentlige uroligheder. Racisme, kriminalitet, sociale forstyrrelser og den fortsatte nedgang affødte offentlige opfattelser af at Whitechapel var et berygtet sted uden skyggen og eksistens af moral. I 1888 blev disse opfattelser kun forstærket, da en række af grufulde og groteske drab udført af "Jack the Ripper" udløste uventet dækning i medierne.

## Drab
De mange angreb mod kvinder i East End gør det usikkert, hvor mange af ofrene, der blev dræbt af den samme. Elleve separate drab fra d. 3. april 1888 til 13. februar 1891 blev inddraget i London Metropolitan Police Services efterforskning og var alle kendt og inkluderet i politirapporter under navnet "Whitechapelmordene". Der er forskellige meninger om, disse drab alle skulle tilknyttes samme drabsmand, men i hvert fald fem af de elleve Whitechapel-mord, kendt som "de kanoniske fem", menes at være blevet begået af Ripper. Mange eksperter peger på de dybe sår i ofrenes halse, lemlæstelse af mave- og kønsorganerne, fjernelse af indre organer og voldsomme ansigtslemlæstelser som karakteristiske for Jack the Ripper's modus operandi. De to første af Whitechapel-mordene, henholdsvis Emma Elizabeth Smith og Martha Tabram, er ikke med i de kanoniske fem.
Smith blev berøvet og seksuelt overfaldet i Osborn Street i Whitechapel, den 3. april 1888. Et stumpt objekt var blevet indført i hendes skede. Det havde ødelagt hendes bughinde og skillevæggen mellem bughulen, mavesækken og tarme. Det gjorde, at hun udviklede bughindebetændelse og døde næste dag på London Hospital. Hun sagde, at hun var blevet overfaldet af to eller tre mænd, en af dem var teenager. Pressen koblede overfaldet til de senere drab,  men flere forfattere har konkluderet, at overfaldet var gruppeoverfald uden relation til Ripper-sagerne.
Tabram blev dræbt den 7. august 1888 af 39 stiksår. Drabets grusomhed, manglen på et åbenlyst motiv og den nærliggende beliggenhed (George Yard, Whitechapel) og dato gjorde, at politiet knyttede dem sammen med de senere Ripper-mord . Dog adskiller overfaldet sig fra de kanoniske drab, da Tabram blev stukket i stedet for at få halsen skåret over og maven skåret op. Mange af nutidens eksperter knytter ikke mordet til de senere drab pga. forskellen i sårmønsteret.

### De kanoniske fem
De kanoniske fem ofre var Mary Ann Nichols, Annie Chapman, Elizabeth Stride, Catherine Eddowes og Mary Jane Kelly. Nichols' lig blev fundet omkring kl. 3:40 fredag 31. august 1888 i Buck's Row (nu Durward Street) i Whitechapel. Hendes hals var skåret med to dybe snit, og den nederste del af hendes underliv var delvis flænset og havde et dybt, takket sår. Talrige andre snit i underlivet var udført med samme kniv.
Chapmans lig blev opdaget omkring kl. 6:00 lørdag 8. september 1888 nær en døråbning i baghaven af Hanbury Street 29 i Spitalfields. Ligesom i sagen om Mary Ann Nichols, var halsen skåret over af to dybe snit. Hendes mave og underliv var flænset åbent, og det blev senere opdaget at hendes livmoder var fjernet. Under ligsynet, tilstod et vidne at have set Chapman ved omkring kl. 5:30 med en mørkhåret mand af ussel bygning.
Stride og Eddowes blev dræbt en tidlig søndag morgen 30. september 1888. Strides lig blev fundet omkring kl. 1 i Dutfield's Yard ved Berner Street (nu Henriques Street) i Whitechapel. Dødsårsagen var et dybt snit, der gennemskar hovedpulsåren i venstre side af hendes hals. Usikkerhed om hvorvidt Strides mord var udført af Jack, eller om han blev afbrudt under mordet, stammer fra manglende lemlæstelser mod maven og underlivet. Vidner der troede de så Stride den nat med en mand, gav forskellige udsagn: hendes partner havde lyst hår - eller mørkt; nogle sagde han var sølle klædt andre fornemt. Eddowes lig blev fundet i Mitre Square i City of London, tre kvarterer efter Strides. Hendes hals var afskåret, og hendes mave og underliv var skåret op og havde et dybt, takket sår. Hendes venstre nyre og store dele af hendes livmoder var fjernet. En lokal Joseph Lawende havde passeret torvet sammen med to venner kort tid inden mordet, og han beskrev en lyshåret mand af sølle udseende sammen med en kvinde der kunne være Eddowes. Hans venner kunne dog ikke bekræfte beskrivelsen. Eddowes' og Strides mord blev senere kaldt "dobbelt-begivenheden". En del af Eddowes forklæde indsmurt i blod blev fundet i en indgang til en udlejningsejendom i Goulston Street, Whitechapel. Skrifter på væggen over forklædet, der blev kendt som Ghoulson Street graffitien, hentydede til en jøde eller jøder, men det var uklart om det var morderen, der havde skrevet teksten efter at have smidt forklædet, eller om det var et rent tilfælde. Politikommissær Charles Warren frygtede at graffitien ville starte anti-semitiske demonstrationer og beordrede, at det blev vasket væk før daggry.
Kellys grusomt mishandlede lig blev opdaget liggende på en seng i et enmandsværelse hvor hun boede i Miller's Court 13, nær Dorset Street, Spitalfields kl. 10:45 fredag 9. november 1888. Hendes hals var afskåret helt ned til nakkehvirvlen, og hendes mave var tømt for alle organer, der var spredt rundt omkring i værelset. Hendes hjerte blev aldrig lokaliseret.
De kanoniske fem mord blev alle begået om natten, eller inden en weekend sidst på måneden, eller en uge efter. Lemlæstelserne blev værre eftersom mordene fortsatte, dog med undtagelse af Strides, hvis morder muligvis blev afbrudt under forbrydelsen. Nichols lig manglede ingen organer; Chapmans lig manglede livmoderen; Eddowes lig manglede livmoderen og venstre nyre og hendes ansigt var stærkt mishandlet; Kellys ligs organer var udtaget og hendes ansigt hakket væk, hendes hjerte var det eneste, der manglede fra gerningsstedet.
Teorien om, at alle fem mord var udført af den samme, stammer fra samtidige dokumenter, der knytter dem sammen og udskiller de andre. I 1894 skrev Sir Melville Macnaghten, assisterende politimester af Metropolitan Police Service og lederen af Criminal Investigation Department (CID) en rapport hvori han konstaterede: "Whitechapelmordene havde 5 ofre og fem ofre alene". Ligeledes blev de kanoniske fem knyttet sammen af politikirurg Thomas Bond til Robert Anderson, lederen af CID den 10. november 1888. Nogle forskere har sagt, at selv om en del af mordene er begået af den samme, er et ukendt større antal mordere, der arbejdede alene, skyld i de andre. Historikerne Stewart P. Evans og Donald Rumbelow diskuterede, om de kanoniske fem er en "ripper-myte" og imens tre af mordene (Nichols, Chapman og Eddowes) kan med stor sandsynlighed knyttes sammen, er der større usikkerhed omkring Stride og Kelly og endnu større omkring Tabram. Derimod mener nogle at de seks mord imellem Tabram og Kelly var dræbt af samme gerningsmand. Dr. Percy Clark, assistent til patologen George Bagster Phillips, knyttede kun tre af mordene til samme mand og mente de andre var kopierede af "svagsindede individer ... forsøgende i at efterligne mordene". Macnaghten sluttede ikke politienhederne sammen før året efter mordene og hans notater indikerer på seriøse faktuelle fejl omkring mulige mistænkte.

### Senere Whitechapelmord
Kelly er af mange set som Rippers sidste offer, og en teori var, at gerningsmanden enten var død, fængslet, institutionaliseret eller immigreret væk. Whitechapelrapporten indeholder også fire andre detaljerede mord, der skete efter mordet på Rose Mylett, Alice McKenzie, Pinchin Street-torsoen og Frances Coles.
Mylett var fundet stranguleret i Clarke's Yard, High Street, Poplar d. 20. december 1888. Da der ingen tegn var på kamp, mente politiet at der måske var tale om, at hun ved et uheld havde kvalt sig selv, mens hun var fuld, eller at hun begik selvmord. Alligevel mente ligsynjuryen at der var tale om mord.
McKenzie blev dræbt 17. juli 1889 af et snit på venstre Arteria carotis externa. Utallige mindre skader og snit blev fundet på liget, der blev fundet i Castle Alley, Whitechapel. En af de tilkaldte patologer Thomas Bond mente, at hun var dræbt af Jack the Ripper. Mens en anden patolog George Bagster Phillips, der havde undersøgt tre tidligere ofre var uenig. Senere forfattere mener, at hendes morder kopierede Jacks modus operandi for at aflede mistanke fra dem selv. Andre mener, at hun var et offer for Jack.
"Pinchin Street-torsoen" var en hovedløs og benløs krop af en uidentificeret kvinde fundet under en jernbane i Pinchin Street, Whitechapel 10. september 1889. Det virkede sandsynligt, at mordet var begået andetsteds og dele af den parterede krop var spredt med henblik på bortskaffelse.
Coles blev dræbt 13. februar 1891 under en jernbane-bue ved Swallow Gardens, Whitechapel. Der var skåret i hendes hals, men hendes krop var ikke yderligere mishandlet. James Sadler, der tidligere var blevet set sammen med hende, blev sigtet for mordet og man mente at have fanget Jack the Ripper. Han blev dog frifundet i retten på grund af manglende beviser 3. marts 1891.

### Andre påståede ofre
Ud over de elleve Whitechapelmord, har kommentatorer søgt at knytte andre mord til Jack the Ripper. I et tilfælde var mordet på "Fairy Fay" knyttet til Jack the Ripper. Der er dog usikkerhed, om dette mord nogensinde har fundet sted, eller om det var skabt som et forsøg på "Ripper lore". "Fairy Fay" var et øgenavn på et påstået offer fundet 26. december 1887 "efter en pæl var brugt til at gennembore hendes underliv", men der var ingen tilsvarende mord på eller omkring juletid i Whitechapel i 1887. "Fairy Fay" kan være blevet skabt af pressen efter en forvirring om detaljerne omkring mordet på Emma Elizabeth Smith der havde et separat ikke-dødligt angreb den tidligere jul. Mange forfattere og researchere er i dag enige om at "Fairy Fay" aldrig har eksisteret.
Annie Millwood blev indskrevet på Whitechapel workhouse infirmary med stiksår i ben og underliv d. 25. februar 1888. Hun blev udskrevet og døde senere af naturlige årsager 31. marts 1888. Hun blev senere set som Jacks første offer, men angrebet kan ikke knyttes til de andre på grund af den store usikkerhed. Et andet tidligere påstået offer var Ada Wilson, der overlevede at blive stukket to gange i halsen 28. marts 1888. Annie Farmer der boede ved det samme logi-hus som Martha Tabram, meldte et angreb d. 21. november 1888. Hun havde et overfladisk snit på hendes hals, men der er en sandsynlighed for at det er selvforskyldt.
"Whitehall-mysteriet" var et øgenavn for en uopklaret sag om en hovedløs torso fundet flydende i Themsen nær Pimlico, og et af benene var blevet fundet begravet nær hvor torsoen var fundet. De andre kropsdele blev aldrig fundet, og liget blev aldrig identificeret. Lemlæstelserne var ens med de der var fundet i Pinchin Street-sagen, hvor hoved og ben manglede, men ikke armene. Whitechall-mysteriet og Pinchin Street-sagen har måske været en del af seriemord, kaldt "Themsen-mysterierne", udført af den samme morder kendt som "The Torso killer". Hvorvidt om Jack the Ripper og "The Torso killer" var én og samme person, eller om de begge var to seriemordere der arbejde indenfor det samme område vides ikke, og er stadig under debat. Da "The Torso killers" modus operandi var forskellig fra Jack the Rippers, mente politiet ikke, at der var en sammenhæng. Den prostituerede Elizabeth Jacksons legemsdele blev alle fundet i Themsen fra 2. juni til 25. juni 1889. Hun har måske været et offer for "The Torso killer".
John Gill på syv år blev fundet myrdet i Manningham 29. december 1888. Hans ben var afskåret, hans mave og underliv åbnet, hans tarme udtømt fra maven og hans hjerte og det ene øre var fjernet. Sammenligningerne med mordet på Mary Kelly fik pressen til at påstå, at han havde været et offer for Jack the Ripper. Drengens arbejdsgiver, mælkemand William Barrett, blev efter indicier anholdt to gange. Han blev senere frifundet. Ingen andre blev nogensinde sigtet for mordet.
Carrie Brown (også kaldt "Shakespeare" fordi hun skulle have citeret William Shakespeare) var stranguleret ved hjælp af tøj og lemlæstet med kniv d. 24. april 1891 i New York City. Hendes lig blev fundet med en stor flænge i lysken og overfladiske snit på hendes ben og ryg. Ingen organer var fjernet, dog var en æggestok der enten var fjernet med vilje eller utilsigtet placeret på hendes seng. Det blev sammenlignet med de andre Whitechapel-mord, men Metropolitan Police udelukkede senere en forbindelse.

## Efterforskning
Politiets akter om Whitechapelmordene giver et detaljeret syn på efterforsknings-procedurer i klunketiden. Et stort hold af politimænd udførte hus-til-hus-undersøgelser i Whitechapel-området. Retsmedicinsk materiale blev samlet og undersøgt. Formodede gerningsmænd blev identificeret, overvåget og blev enten undersøgt til bunds eller fjernet fra mistanke. Politiet følger de samme metoder i dag. Over 2000 folk blev afhørt, "op mod 300" mennesker blev undersøgt og 80 blev tilbageholdt.
Efterforskningen blev oprindeligt udført af Metropolitan Police Whitechapel (H) Division Criminal Investigation Department (CID) ledet af kriminalinspektør Edmund Reid. Efter mordet på Nichols sendte Scotland Yard kriminalinspektørerne Frederick Abberline, Henry Moore og Walter Andrews for at assistere. Efter mordet på Eddowes inden for City of London blev City Polices kriminalinspektør James McWilliam involveret. De overordnede retningslinjer for mordafhøringerne blev hæmmet, da den nye leder af CID, Robert Anderson, var i Schweiz fra 7. september til 6. oktober, da Chapman, Stride og Eddowes blev dræbt. Det fik Metropolitan Police kommissær, sir Charles Warren, til at vælge administrerende inspektør Donald Swanson til at koordinere undersøgelsen fra Scotland Yard.
På grund af en utilfredshed med politiets indsats begyndte en gruppe frivillige i East End of London Whitechapel Vigilance Committee at overvåge gaderne og holde udkig efter suspekte personer. Gruppen opfordrede regeringen til at udlove en dusør for oplysninger om mordene og hyrede privatdetektiver, der afhørte vidner.
Slagtere, slagterier, kirurger og læger blev mistænkt på grund af den måde lemlæstelserne var udført på. Et notat fra major Henry Smith, fungerende kommissær for City Police, tyder på, at alibier af lokale slagtere og slagterier blev undersøgt og fjernet fra undersøgelsen. En rapport af inspektør Donald Swanson til Home Office bekræfter at 76 slagtere og slagterier blev besøgt og omfattede alle deres ansatte i undersøgelsen de næste seks måneder. Nogle aktuelle figurer såsom Victoria af Storbritannien syntes, at morderens mønster tydede på en slagter eller kvægdriver på en af de mange kvægbåde, der transporterede kvæg imellem London og Europa. Whitechapel var tæt på Londons havn, og normalt gik de både til kaj på en torsdag eller fredag, og sejlede videre lørdag eller søndag. Kvægbådene blev alle undersøgt, men ingen af bådene matchede datoerne på mordene og mistanken om deres besætningsmedlemmer blev ligeledes droppet.

### Gerningsmandsprofil
Ved slutningen af oktober bad Robert Anderson politikirurg Thomas Bond om hans mening om morderens kirurgiske evner og viden. Bonds vurdering af Whitechapel-morderen er den tidligste gerningsmandsprofil. Bonds vurdering var baseret på hans egne undersøgelser af de stærkt lemlæstede ofre og post mortem notater om de fire tidligere kanoniske mordere. Han skrev:
| Citat | Alle fem mord var med uden tvivl begået af den samme. Ved de første fire var halsene skåret fra venstre til højre, i den sidste sag på grund af de omfattende lemlæstelser er det svært at sige, i hvilken retning det dødelige snit var ført, men blod var fundet på muren tæt på, hvor kvindens hoved må have ligget. Alle omstændigheder omkring mordene gør, at jeg er kommet til den konklusion at kvinden måtte have ligget ned, da hun blev dræbt, og i alle af mordene blev halsen skåret over først. | Citat |
|       | |       |

Bond var stærkt mod teorien om, at morderen skulle have videnskabelig eller anatomisk viden, eller endog "den tekniske viden som en slagter eller hesteslagter". Hans mente, at morderen må have været en ensom mand med omfattende "periodiske anfald af morderiske og erotiske mani", med karakter af lemlæstelser, der muligvis indikerer "satyriasis". Bond konstaterede også, at "den morderiske impuls kan have udviklet sig fra en hævngerrig eller rugende tilstand af sindet, eller at religiøst mani muligvis har været den originale sygdom, men jeg tror ikke at begge hypoteser er sandsynlige".
Mens der ingen beviser er for at morderen har haft seksuel aktivitet med ofrene,, mener nogle psykologer, at indtrængningen med kniv i ofrene og "efterlade dem i seksuelt nedværdigende positioner med de udsatte sår" indikerer at morderen muligvis har opnået seksuelt nydelse ved angrebene. Denne holdning er udfordret af andre, der afviser sådanne hypoteser som ubeviste antagelser.

## Mistænkte
At mordene foregik i weekenderne, og gerningsstederne lå tæt på hinanden, har for mange indikeret, at Jack the Ripper arbejdede om hverdagene og boede der. Andre mener, at han var en dannet overklassemand, muligvis læge eller aristokrat, der af og til besøgte Whitechapel fra et bedre stillet område; sådanne teorier er baseret på kulturelle perceptioner som frygten for medicinske uddannede, mangel på tillid til den moderne videnskab, eller udnyttelsen af en fattig mand begået af rigere. Mistænkte forslået år efter mordene omfatter stort set alle fjernt forbundet med sagen af samtidige dokumenter, såvel som mange populære navne, der aldrig var en del af politiets efterforskning. Da alle nu er døde, kan alle nutidige forfattere anklage, hvem de vil, "uden behov for nogen understøttende historiske beviser". Mistænkte nævnt i politiets datidige dokumenter inkluderer tre i Sir Melville Macnaghten memorandum fra 1894, men beviserne imod dem er i bedste tilfælde indirekte. Et af Dronning Viktorias børnebørn er også blevet nævnt som mistænkt.
I 2014 hævdede en engelsk forfatter, at han ved hjælp af DNA-analyse havde nået frem til, at morderen var en polsk immigrant, Aaron Kosminski, der var blandt politiets hovedmistænkte. Påstanden er dog afvist af eksperter i DNA-analyse, herunder af "opfinderen" af DNA-analyse, Sir Alec Jeffreys, der har udtalt, at udpegningen af Kosminski beror på en alvorlig fejl i DNA-analysen.
På trods af de mange og varierede teorier omkring Jack the Rippers identitet og profession har myndighederne ikke været enige om en fælles løsning og antallet af navngivne mistænkte overstiger 100.

## Breve
Over Ripper-mordenes periode, modtog politiet og nyhedsaviser over hundrede breve angående sagen. Nogle var velmente forslag til hvordan morderen skulle fanges, men størstedelen var ubrugelige.
Hundredvis af brevene hævdede at være skrevet af moderen selv, og tre af disse udskiller sig særligt: "Dear Boss"-brevet, "Saucy Jacky"-postkortet og "From Hell"-brevet.
"Dear Boss"-brevet dateret 25. november, var poststemplet d. 27. november 1888. Det blev modtaget den dag af Central News Agency, og blev videregivet til Scotland Yard d. 29. september. I starten blev brevet anset som værende en dårlig spøg, men da Eddowes blev fundet tre dage senere efter brevets poststempel med et øre skåret delvis af, gjorde brevets løfte om at "klippe kvindens ører af" at det skabte sig opmærksomhed. Eddowes' øre lader dog til at have lidt skade ved et uheld under angriberens angreb, og afsenderens trussel om at sende ørerne til politiet skete aldrig. Aliaset "Jack the Ripper" blev brugt for første gang af underskriveren, og fik international anvendelse efter brevets udgivelse. De fleste af de efterfølgende breve kopier brevets tone. Nogle kilder angiver at et andet brev fra 17. november 1888, var det første brev der brugte aliaset Jack the Ripper, men de fleste eksperter er af den holdning at brevet er falsk og blev sneget ind i politiets arkiver i det tyvende århundrede.
"Saucy Jacky"-postkortet var poststemplet 1. oktober 1888 og blev modtaget den samme dag af Central News Agency. Håndskriften mindede om den fra "Dear Boss"-brevet. Den nævner at to ofre blev dræbt tæt på hinanden: "dobbeltbegivenhed denne gang", hvilket man tænkte at skulle være en hentydning til mordene på Stride og Eddowes. Det er blevet hævdet at postkortet var sendt før mordene blev offentliggjort, hvilket skulle gøre det usandsynligt at en eventuel forfalsker ville have en sådan viden om mordene, men det blev poststemplet mere end 24 timer efter mordene, længe efter at detaljer om dem var blevet offentliggjort af journalister eller spredt af beboerne i området.
"From Hell"-brevet blev modtaget af George Lusk, leder af Whitechapel Vigilance Committee 16. oktober 1888. Håndskriften og stilen minder ikke om dem fra "Dear Boss"-brevet og "Saucy Jacky"-postkortet. Brevet kom med en lille æske i hvilken Lusk fandt en halv nyre, præserveret i ethanol. Eddowes' venstre nyre var fjernet af morderen. Forfatteren hævdede at han "stegte og åd" den manglende nyrehalvdel. Der er en uenighed over nyren, nogle mener at det var Eddowes', andre mener at det ikke var mere end en makaber spøg. Nyren blev undersøgt af Dr. Thomas Openshaw fra London Hospital, der konstaterede at den var fra et menneske og fra den venstre side, men (modsat falske nyhedsrapporter) kunne han ikke konstatere andre biologiske særpræg. Openshaw modtog efterfølgende også et brev signeret "Jack the Ripper".
Scotland Yard offentliggjorde kopier af "Dear Boss"-brevet og postkortet 3. oktober, med det i sidste ende forgæves håb om, at nogle ville være i stand til at genkende håndskriften. Charles Warren forklarede i et brev til Godfrey Lushington: "Jeg tror at det hele er en spøg, men vi er selvfølgelig nødt til at finde frem til forfatteren alligevel". Den 7. oktober 1888, antydede George R. Sims i søndagsavisen Referee, at brevet var skrevet af en journalist "i et forsøg på at få skyhøje salg af aviser". Nogle politiansatte hævdede senere at have identificeret en specifik journalist som forfatteren til både "Dear Boss"-brevet og postkortet. Journalisten blev identificeret som Tom Bullen i et brev fra vicepolitikommissær John Littlechild til George R. Sims dateret 23. september 1913. En journalist kaldt Fred Best tilstod angiveligt i 1931 at han og en kollega ved "The Star", havde skrevet brevene signeret "Jack the Ripper" for at højne interessen for mordene og "for at holde gang i forretningen".

## Medier
Ripper-drabene markerer et vigtigt vendepunkt for behandlingen af krimi af journalister. Jack the Ripper var ikke den første seriemorder, men hans sag var den første som skabte international mediestorm. Skattereformer i 1850'erne, gjorde det muligt for udgivelse af billige aviser der kunne nå større cirkulering. Disse skød op som paddehatte senere i klunketiden til massecirkulerende nyhedsaviser så billige som en halfpenny, sammen med populære magasiner såsom The Illustrated Police News, hvilket gav Ripper større omtale tidligere uset.
Efter mordet på Nichols i tidlig september rapporterede Manchester Guardian at: "Uanset hvilken information politiet besidder, ser de det nødvendigt at holde det hemmeligt ... Det menes at deres opmærksomhed især er fokuseret på ... en berygtet karakter kendt som "Leather Apron"." Journalister var frustreret over CID's modvilje mod at afsløre detaljer om deres efterforskning til offentligheden, og tyede derfor til at skrive rapporter af tvivlsom sandhed. Fantasifulde beskrivelser af "Leather Apron" dukkede op i medierne, men rivaliserende journalister afviste disse som "et mystisk udspring af reporterens fantasi". John Pizer, en lokal jøde der skabte fodtøj af læder, var kendt under navnet "Leather Apron" og blev arresteret, selvom efterforskningsinspektøren rapporterede at "på nuværende tidspunkt er der ingen beviser imod ham". Han blev senere løsladt efter hans alibi kunne bekræftes.
Efter offentliggørelsen af "Dear Boss"-brevet, erstattede "Jack the Ripper" "Leather Apron" som navnet pressen og offentligheden brugte til at beskrive morderen. Navnet "Jack" blev allerede brugt til at beskrive en anden kendt London-karakter, Spring Heeled Jack, der efter sigende skulle hoppe over mure og angribe sine ofre, for så at forsvinde lige så hurtigt som han kom. Skabelsen af øgenavne for særlige mordere blev standard mediepraksis med eksempler såsom Øksemanden fra New Orleans, Boston-kvæleren og Beltway-snigskytten. Eksempler nedstammet fra Jack the Ripper inkluderer Den franske Ripper, Düsseldorf Ripper, Camden Ripper, Blackout Ripper, Jack the Stripper, Yorkshire Ripper og Rostov Ripper. Sensationelle nyhedsrapporter kombineret med det faktum at ingen nogensinde blev dømt for mordene har forvirret akademiske analyser og har skabt en legende der kaster en skygge over senere seriemordere.

## Eftermæle
Mordenes og ofrenes natur skabte opmærksomhed omkring de dårlige leveforhold i den østlige del af London, og fik offentlighedens mening omkring de overbefolkede og uhygiejniske slumkvarterer til at dale. Igennem de to årtier der efterfulgte drabene, blev det værste af slumkvartererne ryddet op og nedrevet, men gaderne og nogle af bygningerne eksisterer stadig, og legenden om Ripper bliver stadig fortalt på guidede turer omkring mordstederne. Pubben Ten Bells i Commercial Street blev besøgt af mindst én af Rippers ofre, og var ofte fokus under sådanne turer over mange år. I 2005 åbnede Jack the Ripper Museum i det østlige London.
Kort tid efter mordene blev "Jack the Ripper børnenes bøhmand". Afbildninger var ofte fantasifulde eller monstrøse. I 1920'erne og 30'erne, blev han afbildet i film som en mand i hverdagstøj med en skjult hemmelighed, jagende efter hans intetanende ofre. Atmosfæren og ondskab blev vist igennem lyseffekter og skyggespil. I 1960'erne var Ripper blevet "et symbol på en aggressiv aristokrat", og blev oftere afbildet med en høj hat, forklædt som en gentleman. Overklassen blev som en helhed skurken, med Ripper som en manifestation af overklassens udnyttelser. Billedet af Ripper blandede eller lånte symboler fra gyserhistorier, såsom Draculas kappe eller Victor Frankensteins tørst efter organer. Den fiktive Ripper-verden strækker sig over flere genre, helt fra Sherlock Holmes til en japansk gysererotisk historie.
Udover de modsigende og upålidelige datidige forklaringer, gør manglen på overlevende bevismaterialer at det er svært at udpege morderens rigtige identitet. DNA-analyser på bevarede breve er ufyldestgørende, det tilgængelige materiale er blevet behandlet utallige gange, og er for forurenet til at give meningsfulde resultater. Der har været gensidige uforenlige påstande af DNA-beviser der endegyldigt peger på to forskellige mistænkte, men den videnskabelig metode til begge påstande er også blevet kritiseret.
Jack the Ripper ligger hav til mange fiktive fortællinger og værker der grænser mellem fiktion og fakta, såsom Ripper-brevene og den falske Jack the Ripper-dagbog. Jack the Ripper er at finde i mange noveller, korthistorier, digte, tegneserier, spil, teaterskuespil, operaer, fjernsynsprogrammer og film. Mere end 100 ikke-fiktive værker handler udelukkende om Ripper-mordene, der gør dem til nogle af de mest skrevet om ægte krimisager. Begrebet "ripperology" blev skabt af Colin Wilson i 1970'erne til at beskrive studierne af sagerne af professionelle og amatører. Tidsskrifterne Ripperana, Ripperologist og Ripper Notes offentliggør i forskellige perioder, resultaterne fra deres nyeste research.
Der er ingen voksfigur af Jack the Ripper ved Madame Tussauds' Chamber of Horrors, modsat andre mindre kendte mordere, i overensstemmelse med deres politik om ikke at modellere personer hvis identitet er ukendt. Han er i stedet afbildet som en skygge. I 2006 valgte BBC History-magasinet og dets læsere, Jack the Ripper som den værste brite nogensinde.

### Film om Jack the Ripper
- Jack the Ripper – fra 1988 med Michael Caine og Jane Seymour
- From Hell – fra 2001 med Johnny Depp og Heather Graham
- Jack the Ripper – Eine Frau jagt einen Mörder - fra 2016 med Sabin Tambrea og Sonja Gerhardt